# 尚逵
尚逵（？—？），宋朝政治人物。
尚逵曾于1016年接替董抗任华亭县知县一职，1017年由赛利涉接任。